# 纳拉辛格阿普拉姆
纳拉辛格阿普拉姆（Narasingapuram），是印度泰米尔纳德邦Vellore县的一个城镇。总人口10555（2001年）。

## 人口
该地2001年总人口10555人，其中男性5247人，女性5308人；0—6岁人口948人，其中男512人，女436人；识字率76.32%，其中男性为81.78%，女性为70.93%。